# Houlala III "l'heureux tour"
Albums de Ludwig von 88
Prophètes et Nains de jardin
(1996) La révolution n'est pas un dîner de gala
(2001)
Houlala III "l'heureux tour" est le septième album du groupe de punk rock français Ludwig von 88, enregistré en concert et paru en juillet 1998.

## Liste des pistes
CD1
1. Bagdad sous les bombes
2. Vanessa und Florent
3. Solo de jack
4. Kaliman
5. Pop medley (Assez - Sur la vie de mon père - Sur les sentiers de la gloire - Goal di Pele)
6. Un nain de jardin
7. We Will Rock You
8. Rocky Balboa
9. Club Med
10. Lapin Billy s'en va t'en guerre
11. Pocahontas (chaque fois)
12. In the ghettos
13. New Orleans
14. Communiste
15. Casanis
16. Cannabis
17. Salman's not dead
18. Mon cœur s'envole
19. Marche
20. Paris brûle-t-il ?
21. Les iroquois aux cheveux verts
22. Dormeur
23. William Kramps (le tueur de bouchers)
24. Guerriers balubas
25. Assez
26. Vengeur masqué
27. Houlala!

CD2
1. Sprint
2. Music is so nice (part1)
3. Zambèze
4. Bilbao
5. Louison Bobet for ever
6. 30 millions d'amis
7. Maria Callas + Placido Domingo
8. UTDM / She's gone
9. Dans la forêt (Les Brochettes)
10. Typique Mexicain
11. Nous sommes des babas
12. Music is so nice (part 2)
13. Come on boys
14. Histoire de Tchang
15. CS137
16. Trash Medley (Je t'aime - Crèpe suzette - Crapaud Princesse - Goal di Pele)
17. HLM
18. Haroun Tazieff
19. Prime Time
20. Jacques Chirac
21. Ho Lord
22. Charly